# 태양계의 형성과 진화 가설의 역사

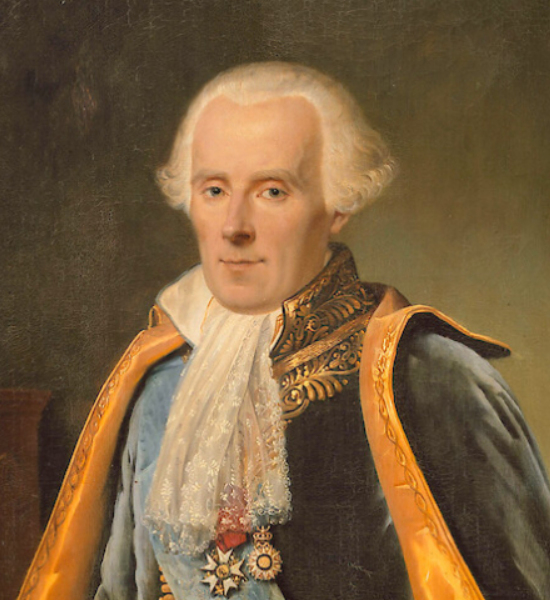
성운 가설의 창시자 중 한 명인 피에르 시몽 라플라스

## 현대의 시각
행성 형성에 대한 가장 널리 받아들여지는 가설은 성운 가설이다. 이 가설은 46억 년 전에 태양계가 수 광년에 걸쳐 있는 거대한 분자 구름의 중력으로 인한 붕괴에 의해 형성되었다고 추정한다. 태양을 포함한 많은 별들이 이 붕괴되는 구름 안에서 형성되었다. 태양계를 형성하는 가스는 태양보다 약간 더 무겁다. 질량의 대부분은 중심으로 모여서 태양을 형성했고 남은 질량은 원시 행성계 원반으로 납작해졌으며, 이 원반에서 현재의 모든 행성, 위성, 소행성 및 태양계의 다른 천체가 형성되었다.

## 형성 가설
프랑스 철학자이자 수학자 르네 데카르트는 1629년부터 1633년까지 쓴 그의 저서 세계론에서 태양계의 기원에 대한 가설을 최초로 제안했다. 그의 관점에서, 소용돌이 입자로 가득 차 있는 우주에서 태양과 행성들은 수축된 큰 소용돌이로부터 응축되어 있었고, 그는 그것이 행성의 원형운동을 설명할 수 있을 것이라 생각했다. 그러나 그의 이론은 물질이 이런 식으로 행동하지 않는다는 것을 설명하는 뉴턴의 만유인력의 법칙 이전에 만들어졌다.

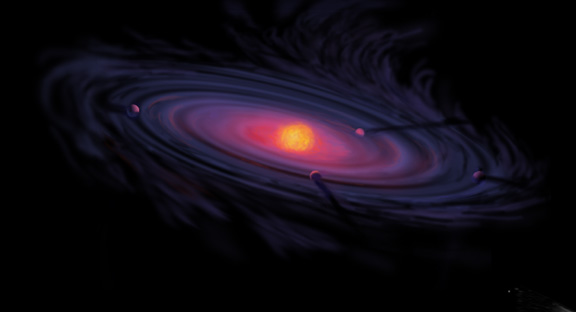
원시 행성계 원반에 대한 그림

1944년에 독일의 물리학자이자 철학자인 카를 프리드리히 폰 바이츠제커가 공식화한 소용돌이 모델은 라플라시안 성운 원반에서 난기류로 인한 패턴을 관련시킴으로써 데카르트의 가설을 주목한다. 바이츠제커의 모델에서 각 소용돌이의 시계 방향 회전과 전체 시스템의 반시계 방향 회전의 조합은 개별적인 요소가 케플러 궤도의 중심 질량 주위를 이동하도록 하여 전체 운동으로 인한 에너지 낭비를 감소시킬 수 있다. 그러나 물질들은 소용돌이의 경계에서 높은 상대속도로 충돌할 것이고, 이 영역들에서, 작은 롤러 베어링 에디는 고리형 응축을 일으키기 위해 결합했을 것이다. 이 가설은 난류가 무질서와 연관된 현상이고 가설에 필요한 고차원 구조를 자연스럽게 만들지 않았기 때문에 많은 비판을 받았다. 또한  각운동량 문제에 대한 해결책을 제공되지 않았고 달 형성 및 태양계의 매우 기본적인 특성도 설명되지 않았다.
1948년에, 이 이론은 중력이 불안정한 매우 두꺼운 성운이 발생하지 않을 수 있다는 것을 이끌어낼 수 있는 에디가 없어지고 임의의 난류로 대체된다는 가설을 세운 네덜란드의 이론 물리학자 더크 터 하에게 구체화되었다. 그는 행성이 강착에 의해 형성되었을 것이라 결론지었고, 행성 사이의 구성적 차이는 더 뜨거운 내부와 더 차가운 외부의 온도 차이로 인한 것이기 때문에 내부에서 내화물(비휘발성 물질)만 응축된다고 설명했다. 이 가설의 주된 난관은 행성이 형성될 충분한 시간을 주지 않는 1000년 동안의 격렬한 소산이 발생했다는 것이다.
성운설은 1734년 스웨덴 과학자 에마누엘 스베덴보리가 처음 제안한 이후 1755년 프로이센 철학자 임마누엘 칸트에 의해 확장되었다. 비슷한 가설이 1796년 프랑스의 피에르시몽 드 라플라스 후작에 의해서 독립적으로 만들어졌다.
1749년 조르주루이 르클레르 드 뷔퐁 백작은 혜성이 태양과 충돌하여 행성을 형성하기 위해 물질을 내보냈을 때 행성이 형성되었다는 의견을 제시했다. 그러나 1796년에 피에르시몽 드 라플라스 후작은 이러한 방식으로 형성된 모든 행성은 결국 태양과 충돌할 것이라고 말하면서 그의 의견에 대해 반박했다. 라플라스는 행성의 원형에 가까운 궤도가 행성 형성으로 인한 필연적인 결과라고 생각했다. 오늘날 혜성은 이러한 방식으로 태양계를 만들기에는 너무 작은 것으로 알려져 있다.
1755년에 임마누엘 칸트는 관찰된 성운이 별과 행성이 형성되는 영역일 수 있다고 추측했다. 1796년에 라플라스는 성운이 붕괴되어 별이 되면서 남은 물질이 점차 바깥쪽으로 회전하여 평평한 원반이 되었고, 이것이 행성을 형성했다고 주장하며 가설을 정교하게 만들었다.

## 태양 진화 가설
태양 에너지의 물리적 원천을 분리하고 언제 어떻게 고갈될지 예측하려는 시도는 19세기에 시작되었다.

## 달 기원 가설

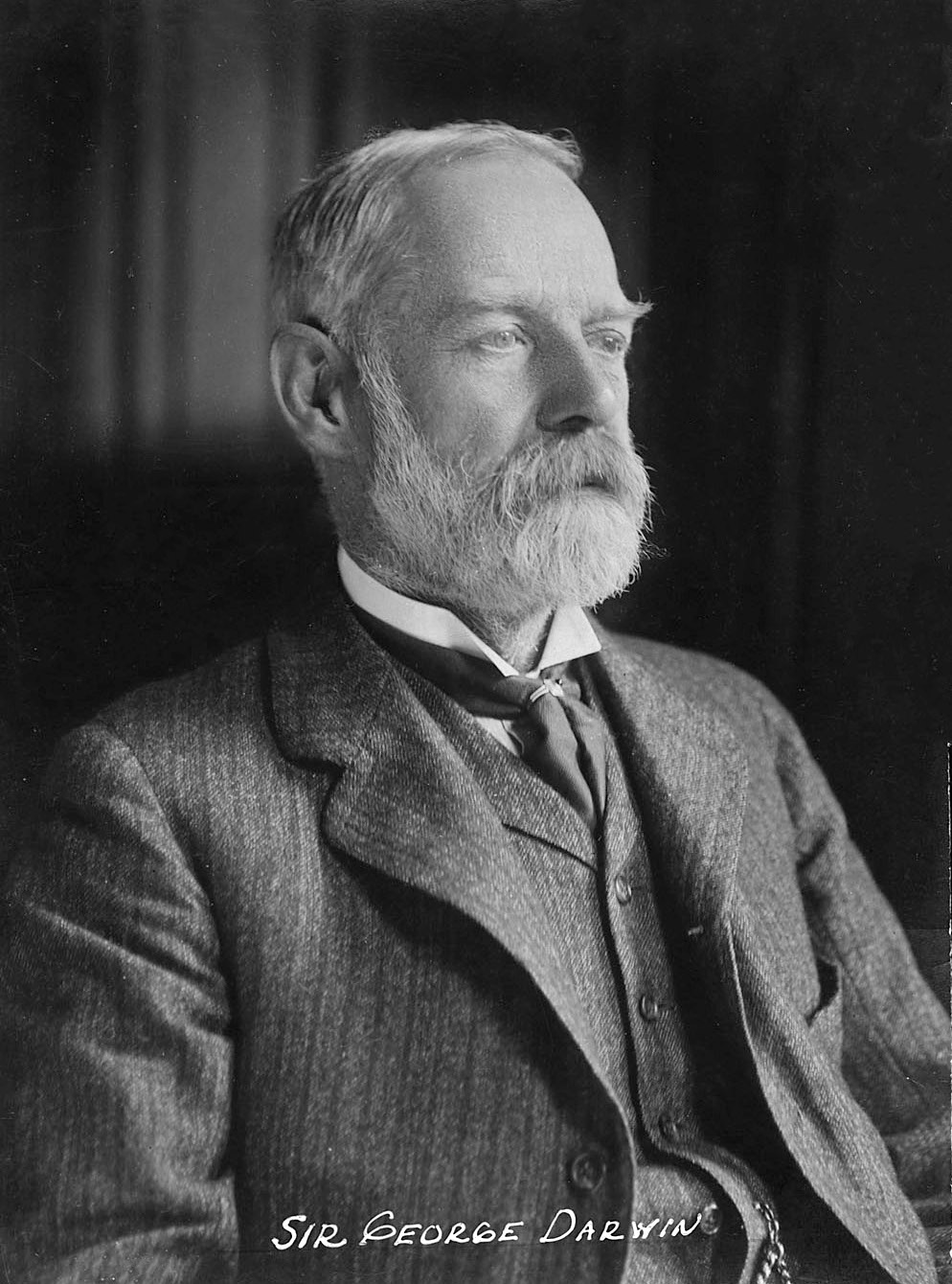
조지 다윈

수세기에 걸쳐 달의 기원에 관한 많은 과학적 가설이 제시되었다. 가장 오래된 것 중 하나는 이른바 쌍둥이설이었는데, 이 가설은 달이 지구를 형성하고 남은 지구 주위를 도는 물질로부터 달이 형성되었다고 추정했다. 또 다른 설인 분리설은 찰스 다윈의 아들, 조지 다윈에 의해 만들어졌는데, 그는 달이 지구에서 1년에 약 4cm의 속도로 점차 멀어짐에 따라 옛날에는 달이 지구의 일부였을 것이 틀림없지만 그 당시에 훨씬 더 빨랐던 지구의 자전의 운동량에 의해 달이 바깥쪽으로 내던져졌다고 썼다. 이 가설은 달의 밀도가 지구보다는 작지만 지구의 맨틀과 거의 같다는 사실에 의해 뒷받침되며, 이는 지구와 달리 밀도가 높은 철로 된 핵이 없음을 암시한다. 포획설로 알려진 세 번째 가설은 달이 지구의 중력에 의해 궤도에 갇힌 독립적인 궤도를 도는 천체라고 본다.

### 거대충돌 가설
아폴로 계획 이후 수년 동안 쌍둥이설은 결함이 있는 것으로 알려졌음에도 달의 기원을 설명하는 가장 좋은 가설로 자리 잡았다. 1984년 하와이 코나에서 열린 회의에서 관찰된 모든 모순점을 절충하는 가설이 구성되었다. 원래 1976년에 두 개의 독립적인 연구 단체에 의해 공식화된 거대충돌 가설은 화성 크기의 거대한 행성이 원시 지구와 충돌했다고 가정했다. 충돌은 지구의 지각을 녹였을 것이고, 다른 행성의 무거운 핵은 안쪽으로 가라앉아 지구의 핵과 합쳐졌을 것이다. 충돌로 인해 생성된 과열된 증기는 행성 주위의 궤도로 상승하여 달로 합쳐졌을 것이다. 물이 응결되기에는 수증기 구름이 너무 뜨거웠기 때문에 달에 물이 부족하다는 것이 이로써 설명되었다. 달이 지구의 일부에서 형성되었기 때문에 지구와 구성이 비슷했고, 달이 핵이 아니라 지구의 지각과 맨틀에서 형성되었기 때문에 지구보다 밀도가 더 낮았으며. 비스듬히 부딪쳐서 지구와 달 사이에 엄청난 양의 각운동량을 주었을 것이기 때문에 달의 특이한 궤도가 만들어졌다.